# Emmanuelle Vaugier
Emmanuelle Frederique Vaugier (Vancouver, 23 juni 1976) is een actrice uit Canada.

## Carrière
Voordat Vaugier een actrice werd, was ze model. Als actrice speelt ze zowel regelmatig in films als in terugkerende rollen in televisieseries. Zo was ze meerdere afleveringen te zien in onder meer Smallville, One Tree Hill, Two and a Half Men en CSI: NY. Ze had gastrollen in onder meer Viper, The Outer Limits, Charmed, Veronica Mars en Supernatural. Maar ook speelde ze een rol in de videogame Need for Speed Carbon als Nikki, de begeleider en teammaat van de hoofdspeler.

## Filmografie
*Exclusief televisiefilms
- Hysteria (2009) - Jennifer
- Dolan's Cadillac (2009) - Elizabeth Robinson
- Far Cry (2008) - Valerie Cardinal
- Bachelor Party 2: The Last Temptation (2008) - Eva
- Blonde and Blonder (2008) - The Cat
- CSI: NY (2007-2009) - Jessica Angell
- Saw IV (2007) - Addison
- What Comes Around (2006) - Caroline
- Need for Speed: Carbon (2006) - Nikki
- House of the Dead 2  (2006) - Alexandra "Nightingale" Morgan
- Unearthed (2006) -Sheriff Annie Flynn
- Cerberus (2005) - Dr Samantha Gaines
- Painkiller Jane (2005) - Capt. Jane Browning
- Saw II (2005) - Addison
- Call Me: The Rise and Fall of Heidi Fleiss (2004) - Lauren
- Water's Edge (2003) - Rae Baines
- Secondhand Lions (2003) - Jasmine
- 40 Days and 40 Nights (2002) - Susie
- Largo Winch: The Heir  (2001) - Nikki
- Suddenly Naked (2001) - Lupe Martinez
- Mindstorm (2001) - Tracy Wellman
- Wishmaster 3: Beyond the Gates of Hell (2001) - Elinor Smith
- My 5 Wives (2000) - Sarah
- The Limbic Religion (1996) - Jennifer Luca Aged 21
- Homesong (1996) - Cheerleader
- The Halfback Of Notre Dame (1996) - Esmeralda
- A Family Divided  (1995) - Rosalie Frank

- Biblioteca Nacional de España: XX4905143
- Bibliothèque nationale de France: cb15522797r (data)
- Gemeinsame Normdatei: 106173269X
- International Standard Name Identifier: 0000 0000 7827 1661
- Library of Congress Control Number: no2010090781
- Nationale Bibliotheek van Polen: a0000001835812
- Virtual International Authority File: 107570971
- WorldCat: E39PBJvRR3hTKGYPQft7CpDpfq